# CA Penapolense
CA Penapolense is een Braziliaanse voetbalclub uit Penápolis, in de deelstaat São Paulo.

## Geschiedenis
Reeds in de jaren 1920 werd er gevoetbald in de stad door de clubs EC Corinthians en Penápolis FC. Nadat een tribune instortte tijdens een wedstrijd in 1934, waarbij vele gewonden vielen, verdwenen de clubs.
Tien jaar later werd met CA Penapolense een opvolger opgericht. Na enkele jaren amateurvoetbal namen ze in 1952 deel aan de tweede klasse van het Campeonato Paulista. Na opnieuw enkele jaren als amateurclub speelde de club van 1956 tot 1958 in de derde klasse en daarna opnieuw van 1962 tot 1966, 1968-1969 en weer vanaf 1973. In 1974 kon de club promotie afdwingen naar de tweede klasse. Daar speelde de club twee jaar en degradeerde dan terug. In 1981 kon de club opnieuw promoveren. Na vijf seizoenen moest de club weer een stapje terugzetten. Door financiële problemen kon de club in 1987 zelfs niet deelnemen aan de derde klasse en keerde terug in 1988, maar ook de volgende twee jaar namen ze niet deel aan de competitie. Na de seizoenen 1991 en 1992 speelde de club van 1994 tot 1996 zelfs in de vijfde klasse.
In 2005 speelde de club in de Segunda Divisão, de vierde klasse en kon daar na drie seizoenen promotie afdwingen. Na een rustig seizoen in de Série 3 plaatste de club zich twee keer op rij voor de eindronde zonder succes, maar in 2011 werd de club kampioen en promoveerde weer naar de Série A2. Hier kon de club na één seizoen al de promotie afdwingen naar de Série A1, de hoogste klasse van het Campeonato Paulista en eindigde daar als achtste, waardoor ze zich plaatsten voor de eindronde om de titel, waarin ze nipt met 1-0 verloren van het grote São Paulo. Door deze goede prestatie plaatste de club zich voor de Série D van dat jaar en werd hier in de eerste ronde uitgeschakeld. Ook in 2014 bereikte de club de eindronde en botste opnieuw op São Paulo. Deze keer kon de club zich na een gelijkspel en verlengingen via strafschoppen een weg naar de halve finale banen. Tegen Santos kwamen ze nochtans 1-2 voor, maar de club kon de achterstand ombuigen naar een 3-2 overwinning. Het derde seizoen bij de elite eindigde in een degradatie. In de Série D eindigde de club samen met Metropolitano tweede, maar ging niet door naar de volgende ronde door een slechter doelsaldo. Het volgende seizoen in de Série A2 eindigde de club slechts met één puntje voorsprong op Paulista net boven de degradatiezone. In 2017 eindigde de club in de middenmoot. In 2020 en 2021 volgden twee degradaties op rij.

## Bekende ex-spelers
- Denner
- Fracismar